# Kartoffellied
Das Kartoffellied (auch Lob der Kartoffel oder nach der Anfangszeile Pasteten hin, Pasteten her) ist ein Lied von Matthias Claudius. War es in seiner ursprünglichen Fassung von 1778 noch Szenenbestandteil in der dramatischen Darstellung eines Bauernfests, erfuhr es schon bald, wenn auch in abgewandelter Form, eine weite Verbreitung als eigenständiges Lied in Volksliedsammlungen. Am bekanntesten ist die dritte Strophe mit ihrem Lob auf die sättigende und wertvolle Speisekartoffel, und daraus vor allem die Sentenz „Schön rötlich die Kartoffeln sind und weiß wie Alabaster.“

## Kontext und Überlieferung

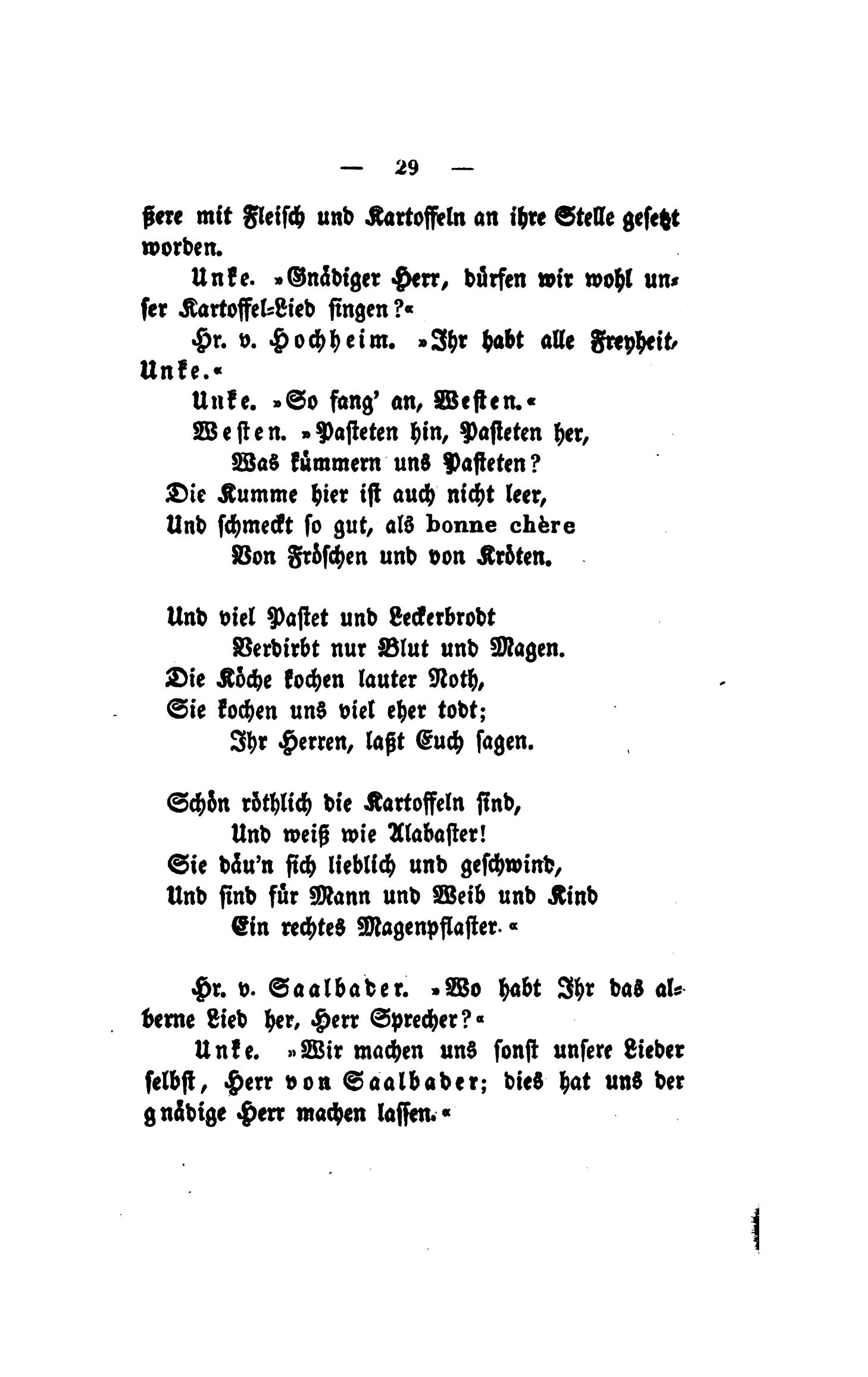
Buchseite aus dem Wandsbecker Boten mit dem Kartoffellied

Unter dem Titel Paul Erdmanns Fest schildert Claudius im 1782 publizierten vierten Teil des Wandsbecker Boten das Jubiläumsfest eines alten Bauern, das der Erzähler namens Asmus auf seiner Reise zusammen mit seinem Vetter erlebt. Der Gutsherr bringt weitere adelige Besucherschaft mit, wobei sich besonders der vornehme Herr von Saalbader durch sein nobles Französisch hervortut und über die Eigenheiten der Bauern lustig macht. Bald darauf stimmt der Bauer Hans Westen das Kartoffellied an:
Pasteten hin, Pasteten her,

 Was kümmern uns Pasteten?

Die Kumme hier ist auch nicht leer,

Und schmeckt so gut, als bonne chère

 Von Fröschen und von Kröten.

Und viel Pastet und Leckerbrodt

 Verdirbt nur Blut und Magen.

Die Köche kochen lauter Noth,

Sie kochen uns viel eher todt;

 Ihr Herren laßt euch sagen.

Schön röthlich die Kartoffeln sind

 Und weiß wie Alabaster!

Sie däu’n sich lieblich und geschwind

Und sind für Mann und Weib und Kind

 Ein rechtes Magenpflaster.
Das folgende Gespräch zwischen Asmus, den Bauern und den Besuchern des Festes dreht sich vor allem um das Verhältnis der Stände und endet mit dem später in leicht veränderter Fassung in viele Gesangbücher aufgenommenen Wir pflügen und wir streuen.

## Form und Interpretation
Das Kartoffellied ist in die längere Rahmenhandlung des Bauernfestes eingebettet, ist also kein losgelöstes Gedicht im engeren Sinne. Der von Claudius überlieferte Gedichttext besteht aus drei Strophen, die alle das Reimschema [abaab] aufweisen. Es werden durchgängig Jamben verwendet, wobei die Zeilen mit a-Reim vierhebig bei einsilbigem Versschluss sind, die b-Reime hingegen dreihebig mit zweisilbigem Schluss.
Offensichtlich wird in dieser Szene die Gegenüberstellung vom leeren Gehabe eines dekadenten Adels mit dem bäuerlichen Alltag, die sich insbesondere in der sprachlichen Charakterisierung zeigt: Die schüsselartige Kumme illustriert den plastischen ländlichen Sprachgebrauch, während die als gut und vornehm geltende Küche (bonne chère) am Beispiel von Froschschenkeln präsentiert, dann aber durch den Verweis auf Kröten ins Ekelhafte umgedeutet wird. Claudius spielt hier abermals, wie auch an anderen Stellen im Boten, auf den damals bereits verbreiteten Gegensatz von deutscher und französischer Sprache an, wobei Letztere zur sozialen Abgrenzung benutzt wird: Zielpunkt seiner Kritik ist eine Geisteshaltung, bei der nur gesellschaftlich Gleichgestellte miteinander kommunizieren dürfen. Annelen Kranefuss hält es hier für bedenklich, dass das Kartoffellied nahe an ein „engstirniges Banausentum“ rückt, mit dem im Laufe der Literaturgeschichte häufig gegen das Französische polemisiert wurde.
Die dargestellte Sozialkritik, die auf ein gutes Auskommen von Adel und Bauernstand abzielt, kann vor dem Hintergrund der damaligen Verhältnisse im Vorfeld der Französischen Revolution (1789) gesehen werden: Martin Geck vermutet, dass sich Claudius am aufgeklärten Absolutismus von Joseph II. orientiert haben könnte, der als „Herrscher von Gottes Gnaden“ dennoch Vorrechte des Adels beschnitt. Hinsichtlich der Verbreitung der Kartoffel im deutschsprachigen Raum, die dort auch zur Linderung von Hungersnöten beitrug, sieht Geck allerdings nicht unbedingt nur den in diesem Zusammenhang oft genannten Alten Fritz als Beispiel, den Claudius aus pazifistischen und religiösen Gründen geringschätzte: Der als „Kartoffelpropst“ titulierte und ebenfalls norddeutsche Philipp Ernst Lüders beeindruckte Claudius möglicherweise in seiner Wirkung als geistlicher Agrarreformer.
Im Erntedankkontext kann das Kartoffellied auch deshalb betrachtet werden, da im weiteren Verlauf von Paul Erdmanns Fest das Bauernlied gesungen wird. Als Erntedanklied hat dieses sich unter dem Titel Wir pflügen und wir streuen nach einigen Veränderungen bis heute in kirchlichen Gesangbüchern halten können.

## Weitere Varianten und Rezeption

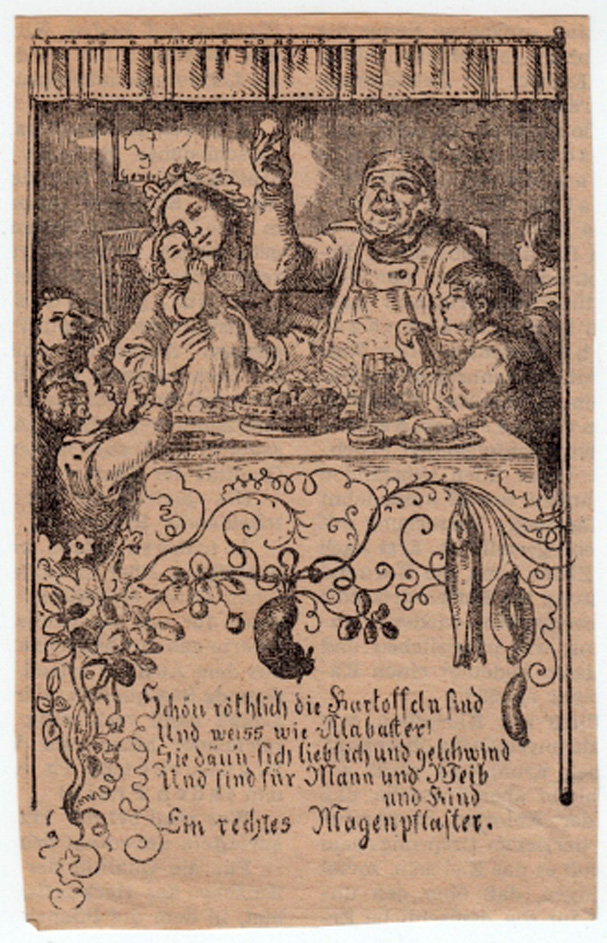
Die dritte Strophe auf einem Lesezeichen aus dem 19. Jahrhundert

Bereits im 1799 erschienenen Mildheimischen Lieder-Buch von Rudolph Zacharias Becker findet sich eine Variante, die das Lied aus dem direkten Kontext der französischen Küche löst und stattdessen auf andere Tiere des Wassers (Muscheln und Fische) verweist:
Pasteten hin, Pasteten her,

 Was kümmern uns Pasteten? –

Die Kumme hier ist auch nicht leer,

Und schmeckt so gut, wie aus dem Meer

 Die Austern und Lampreten.

Und viel Pastet’ und Leckerbrod

 Verdirbt nur Blut und Magen.

Die Köche kochen lauter Noth,

Sie kochen uns viel eher todt;

 Ihr Herren, laßt euch’s sagen.

Schön röthlich die Kartoffeln sind

 Und weiß wie Alabaster!

Sie däu’n sich lieblich und geschwind

Und sind für Mann und Frau und Kind

 Ein rechtes Magenpflaster.
Der Begriff „Kumme“ scheint bereits ausgangs des 18. Jahrhunderts nicht im gesamten deutschsprachigen Raum verständlich gewesen zu sein, in einer Fußnote wird sie als eine große, hölzerne Schüssel beschrieben. In seiner Deutschen Sprachlehre von 1844 weist Ernst Ludwig Ritsert darauf hin, dass Lampreten, eigentlich ein anderer Begriff für Neunaugen, als eine köstliche, aber schwer verdauliche Speise bekannt seien und daher sprichwörtlich für jedes leckere Gericht stünden.
Die von Becker publizierte Version findet sich auch in vielen weiteren Liedsammlungen des 19. Jahrhunderts, wobei je nach Ausgabe weitere leichte sprachliche Anpassungen oder Umformulierungen vorgenommen wurden. Beispielsweise wurde die Kumme bald endgültig durch die Schüssel ersetzt oder der Liedtitel im moralisierenden Kontext mit Genügsamkeit überschrieben. In den Feldblumen der Alexandra Amalie von Bayern wird das bekannte Lied zitiert, hier ist statt Leckerbrot von Bäckerbrot die Rede.
Auch die Abenteuer in Dr. Kleinermachers Garten von Herbert Paatz enthalten eine Referenz auf das Kartoffellied, in der der Doktor nach einem geschichtlichen Exkurs über den Kartoffelanbau die erste und die dritte Strophe bringt. Der Text wurde auch verschiedentlich vertont, etwa von Johann Rudolf Zumsteeg im fünften Heft der Kleinen Balladen und Lieder, wo allein die dritte Strophe verarbeitet und die Aufzählung Mann und Weib und Kind um den Zusatz geschweige denn für Schwein und Rind erweitert wird. Eine weitere Vertonung mit dem kompletten Liedtext schrieb Gustav Graben-Hoffmann in den Frühlingsstimmen (op. 107) unter dem Titel Pastetenlied.
Wilhelm Twittenhoff komponierte 1937 nach Claudius’ Worten die Kantate „Lob der Kartoffel: Pasteten hin, Pasteten her“.
Heute findet sich das Kartoffellied, meist nur mit seiner dritten Strophe, gelegentlich als schmückendes Element in Kochbüchern oder in Monografien zur Kartoffel. Ingrid Haslinger etwa stellt die letzte Strophe als Motto ihrer Kulturgeschichte der Kartoffel voran, Hans Peter Stamp betitelt ein ähnliches Buchprojekt gar mit dem Zitat … und weiss wie Alabaster. Gerhard Röbbelen zitiert es exemplarisch als Beispiel für die generelle Anerkennung der Kartoffel in der zweiten Hälfte des 18. Jahrhunderts.